# Kirobo

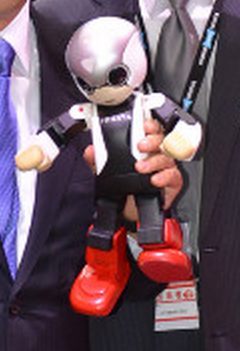
representación a escala 1:1 del robot Kirobo con sus 34 cm de altura

Kirobo es el primer robot astronauta de Japón, desarrollado por Tomotaka Takahashi, para acompañar a Koichi Wakata, el primer comandante japonés de la Estación Espacial Internacional. Kirobo llegó a la ISS el 10 de agosto de 2013 en el JAXA H-II Transfer Vehicle Kounotori 4, una nave de reabastecimiento no tripulada lanzada el 4 de agosto de 2013 desde el Centro Espacial Tanegashima en Japón. Un robot gemelo de Kirobo, llamado Mirata, fue creado con las mismas características. Mirata se quedarán en la Tierra como un respaldo del robot en tripulación. La palabra "kirobo" en sí es un acrónimo de "Kibō" (希望), que significa "esperanza" en japonés, y la palabra "robo" (ロボ), que se utiliza como una contracción para cualquier robot en ese idioma.